# Andrea Jaeger
Andrea Jaeger (Chicago, 4 de junio de 1965) es una extenista estadounidense de mediados de los 80. Fue profesional desde 1979 hasta 1987. 
Jugó la final de Roland Garros de 1982 y la de Wimbledon en 1983, perdiendo ambas ante Martina Navratilova. También jugó una final de Masters femenino de 1981, perdiendo otra vez contra Navratilova. Venció en dobles mixtos en Roland Garros de 1981, formando pareja junto a Jimmy Arias.

## Biografía
Andrea Jaeger nació en los suburbios de Chicago, hija de padres emigrantes suizo-alemanes. Fue una niña prodigio del tenis que ganó su primer torneo, Las Vegas, a los 15 años. Fue la tenista más joven en ser cabeza de serie en un Grand Slam (Wimbledon 80), hasta ser superada por Jennifer Capriati en 1990. Ganó 10 torneos individuales y una Copa Federación en 1981. Participó en los Juegos Olímpicos de Los Ángeles 1984, aunque en la modalidad de deportes de exhibición. 
Junto a Tracy Austin, tuteó la hegemonía de Chris Evert y Martina Navratilova; pero al igual que Austin, las lesiones (en Jaeger era el hombro) empezaron a agravarse, pasando hasta en 7 ocasiones por el quirófano. En 1984, con tan solo 19 años, ya comenzó a jugar muy pocos torneos: 2 en 1984, 3 en 1985, 1 en 1986 y 2 en 1987, año de su retirada prematura.
Andrea Jaeger poseía un carácter lleno de malo modales y gruñón, muy semejante al de John McEnroe. Sin embargo, una vez retirada, comenzó a realizar labores filantrópicas, obras de caridad y de ayuda a los niños pobres. En 1990 crea la fundación Silver Lining para niños con cáncer. En 2006 toma los hábitos como miembro de la orden dominicana adscrita a la Iglesia anglicana: Ya entonces sabía que Dios tenía para mí otros planes que ser la número 1 del tenis, declaró tras su conversión.[cita requerida]
Su imagen de tenista, con dos largas coletas a los lados y cinta en el pelo, fue muy popular en su época.

## Carrera

### Torneos de Grand Slam

#### Finalista individuales (2)
| Año  | Torneo        | Oponente en la final | Resultado |
| 1982 | Roland Garros | Martina Navratilova  | 6-7, 1-6  |
| 1983 | Wimbledon     | Martina Navratilova  | 0-6, 3-6  |

#### Torneos en dobles mixtos (1)
| Año  | Torneo        | Pareja      | Oponentes en la final     | Resultado |
| 1981 | Roland Garros | Jimmy Arias | Betty Stöve / Fred McNair | 7-6, 6-4  |

### Torneos en individuales (10)
| Títulos por superficie |
| Cemento (3)            |
| Tierra (2)             |
| Hierba (1)             |
| Moqueta (4)            |

| No. | Fecha                    | Torneo       | Superficie | Rival               | Marcador        |
| 1.  | 14 de enero de 1980      | Las Vegas    | Cemento    | Barbara Potter      | 7-5, 4-6, 6-1   |
| 2.  | 2 de junio de 1980       | Beckenham    | Hierba     | Jo Durie            | 6-0, 6-1        |
| 3.  | 15 de septiembre de 1980 | Las Vegas    | Cemento    | Hana Mandlikova     | 7-5, 4-6, 6-3   |
| 4.  | 10 de noviembre de 1980  | Tampa        | Cemento    | Tracy Austin        | Incomparecencia |
| 5.  | 12 de enero de 1981      | Kansas       | Moqueta    | Martina Navratilova | 3-6, 6-3, 7-5   |
| 6.  | 9 de febrero de 1981     | Stanford     | Moqueta    | Virginia Wade       | 6-3, 6-1        |
| 7.  | 3 de agosto de 1981      | Indianápolis | Tierra     | Virginia Ruzici     | 6-1, 6-0        |
| 8.  | 1 de febrero de 1982     | Detroit      | Moqueta    | Mima Jaušovec       | 2-6, 6-4, 6-2   |
| 9.  | 22 de febrero de 1982    | Stanford     | Moqueta    | Chris Evert         | 7-6(5), 6-4     |
| 10. | 24 de enero de 1983      | Marco Island | Tierra     | Hana Mandlikova     | 6-1, 6-3        |

#### Finalista en individuales (25)
- 1980: Indianápolis (ante Chris Evert)
- 1980: Mahwah (ante Hana Mandlikova)
- 1980: Deerfield Beach (ante Chris Evert)
- 1981: Washington (ante Tracy Austin)
- 1981: Los Ángeles (ante Martina Navratilova)
- 1981: Masters (ante Martina Navratilova)
- 1981: Orlando (ante Martina Navratilova)
- 1981: Eastbourne (ante Tracy Austin)
- 1981: Deerfield Beach (ante Chris Evert)
- 1981: Perth (ante Pam Shriver)
- 1982: Seattle (ante Martina Navratilova)
- 1982: Palm Beach (ante Chris Evert)
- 1982: Hilton Head (ante Martina Navratilova)
- 1982: Amelia Island (ante Chris Evert)
- 1982: Roland Garros (ante Martina Navratilova)
- 1982: Montreal (ante Martina Navratilova)
- 1982: Deerfield Beach (ante Chris Evert)
- 1982: Tampa (ante Chris Evert)
- 1982: Tokio (ante Chris Evert)
- 1983: Palm Beach (ante Chris Evert)
- 1983: Chicago (ante Martina Navratilova)
- 1983: Orlando (ante Martina Navratilova)
- 1983: Wimbledon (ante Martina Navratilova)
- 1983: Tokio (ante Lisa Bonder-Kreiss)
- 1984: Johannesburgo (ante Chris Evert)

### Torneos en dobles (4)
| No. | Fecha                 | Torneo          | Superficie | Pareja           | Oponentes                            | Resultado     |
| 1.  | 11 de agosto de 1980  | Toronto         | Cemento    | Regina Marsikova | Ann Kiyomura / Betsy Nagelsen        | 6-1, 6-3      |
| 2.  | 13 de octubre de 1980 | Deerfield Beach | Cemento    | Regina Marsikova | Martina Navratilova / Candy Reynolds | 1-6, 6-1, 6-2 |
| 3.  | 24 de enero de 1983   | Marco Island    | Tierra     | Mary Lou Daniels | Rosie Casals / Wendy Turnbull        | 7-5, 6-4      |
| 4.  | 15 de agosto de 1983  | Toronto         | Cemento    | Anne Hobbs       | Rosalyn Fairbank / Candy Reynolds    | 6-4, 5-7, 7-5 |

### Finales en dobles (2)
- 1983: Hilton Head, con Paula Smith (pierden contra Martina Navratilova/Candy Reynolds).
- 1984: Marco Island, con Anne Hobbs (pierden contra Hana Mandlikova/Helena Sukova)